# 2e cérémonie des Golden Globes
La 2e cérémonie des Golden Globes a eu lieu en janvier 1945 au Beverly Hills Hotel à Los Angeles, récompensant les films sortis en 1944 et les professionnels s'étant distingués cette année-là.

## Palmarès
- Meilleur film
  - La Route semée d'étoiles (Going My Way)
- Meilleur acteur
  - Alexander Knox pour le rôle de Woodrow Wilson dans Le Président Wilson
- Meilleure actrice
  - Ingrid Bergman pour le rôle de Paula Alquist Anton dans Hantise (Gaslight)
- Meilleur acteur dans un second rôle
  - Barry Fitzgerald pour le rôle de Père Fitzgibbon dans La Route semée d'étoiles (Going My Way)
- Meilleure actrice dans un second rôle
  - Agnes Moorehead pour le rôle de la Baronne Aspasia Conti dans Madame Parkington (Mrs. Parkington)
- Meilleur réalisateur
  - Leo McCarey pour La Route semée d'étoiles (Going My Way)